# Ident
Een ident of stationcall is een korte animatie of andere uiting van herkenbaarheid tijdens een televisie- of radio-uitzending.

## Ontwikkeling van idents
De eerste televisie-idents uit de jaren 50 zagen er heel anders uit dan in latere decennia. De meeste idents waren destijds nog zwart-wit en bestonden meestal uit gefilmde beelden waar dan aan het eind op een bepaalde manier het logo van het programma/de omroep in verscheen. Dit soort idents werden meestal gemaakt met speciale diaprojectoren.
In de jaren 70 verschenen de eerste kleurenidents op het scherm. Deze idents waren ook nog vrij simpel en werden ook meestal gemaakt met diaprojectoren.
In de loop van de jaren 80 werden de eerste idents gemaakt met een computer in het 3D en in de jaren erna zijn veel 2D leaders vervangen door 3D leaders. In de loop van de jaren 90 waren bijna alle leaders met de computer gemaakt. Tegenwoordig zijn de meeste leaders met liveactionbeelden.

## Soorten idents

### Leader
Een (begin)leader of intro is een kort filmpje of geluidsfragment aan het begin van respectievelijk een televisie- of radio-uitzending. Bijna alle televisieprogramma's hebben een leader. Dit is een korte, sfeervolle intro. Bij leaders gaat het meestal om een korte aankondiging die in doorgaans minder dan een minuut de juiste sfeer neerzet van het programma. Vaak zit er bij de leaders een tune (muziek), animaties en speciale effecten. De leader is herkenbaar voor de kijker. Vaak komt nog het logo van het programma in beeld. En soms is er een voice-over die het programma introduceert.

### Bumper
Een bumper wordt tussen programma's door uitgezonden. Deze worden ingezet voor onderbreking. Voorbeelden van dergelijke onderbrekingen zijn reclameblokken en overschakelingen naar een volgend onderdeel in een programma. De bumper duurt meestal enkele seconden en heeft dezelfde sfeer als de leader.

### Outro
Een outro of eindleader is een kort filmpje of geluidsfragment dat uitgezonden wordt wanneer respectievelijk de televisie- of radio-uitzending ten einde is. Deze worden gebruikt om de uitzending af te sluiten. Net als de bumper is hij meestal een afgeleide van de leader. Het bekendste voorbeeld van een outro is de aftiteling aan het eind van de uitzending, maar het is ook mogelijk dat er zowel een outro als een aftiteling worden weergegeven. In dat geval is de duur van de outro afhankelijk van de lengte van de aftiteling. In veel eindleaders is zichtbaar dat het logo van het programma op een of andere manier verdwijnt en soms heeft ook de achtergrond een donkerder kleur dan in de leader of de bumper. Dit laatste is vooral het geval bij eindleaders die bij de zendersluiting van bepaalde televisiezenders worden gebruikt.

### Still
Een still is een (grotendeels) stilstaande afbeelding die gebruikt kan worden als leader, bumper of outro. Stills werden tot de jaren 80 volop gebruikt, vooral als leaders, bumpers en outro's van omroepen, daarna werden ze steeds meer vervangen door leaders. Sommige stills hebben kenmerken die erop moeten duiden of het programma begint of juist eindigt. Zo heeft een still die aanduidt dat een uitzending eindigt vaak het woord EINDE op zich afgebeeld. Heden ten dage worden er nog steeds stills gebruikt, maar in mindere mate. Een van de bekendste voorbeelden van een still die nog steeds gebruikt wordt, is een storingsscherm dat wordt ingezet in geval van een onderbreking van een uitzending wegens technische problemen. In deze storingsschermen is meestal het logo van de omroep te zien met een melding omtrent de storing.